# 若木萌
若木 萌（わかき もえ、1986年3月19日 - ）は、日本のタレント、グラビアアイドル、女優。山口県出身。
ラウドロックアイドルグループ・絶世のインペリアルドールのメンバーとして活動している。2022年10月までは、「もえにゃん」名義で女性アイドルグループ・innesのメンバーとして活動していた。

## 略歴
2006年頃からインディーズアイドルとして活動開始、各種イベント・撮影会に出演。
2006年11月、演劇『101匹萌えタン』5時間目特別公演に出演。
Bibusに在籍（2008年12月終了）。
2007年12月に初のソロDVD『激写 Vol.31 清純清楚』をリリース。これにともない2009年11月にMONDO21のアイドル番組『悩殺×女神』にて特集された。
2008年2月に『激写Special ゆみもえパラダイス』、同年3月にはソロDVDとしては2作目となる『究極乙女』をリリースした。
2010年3月から、グランディアシリーズ企画『グラオン☆まにあ』のパーソナリティーを務めた。2014年には7年ぶりにソロDVD『みすどmis＊dol 萌の再発見』をリリース。
2009年にスタつくMOVIEFULL賞を受賞、2012年に集英社の第2回「Fresh！Girl～グラビアアイドル選手権～」（週刊プレイボーイ・Fresh!撮影会コラボ企画）で1位達成。
2015年に第2回AKIBA TOKYO COLLECTIONで「コスプレファッション SHOW アワード」特別賞受賞。
ミスヤングチャンピオン2014ファイナリスト。2015年8月までヤンチャン学園 音楽部メンバーとしてライブ活動などをしていた。2015年5月より、ファイナルファンタジーXIVチャンネル新兵として活動。
2016年8月17日、自身のブログでティーディープロモーション退社を発表。同年、株式会社MACHに所属。
2017年5月より12月まで、アイドルグループMystic Modeのメンバーとしてライブ活動を行う。Mystic Modeは12月27日のラストワンマンライブをもって無期限活動停止。
2017年10月、自身のブログで株式会社MACH退社を発表。
2019年、ミスiD2020に応募、人の人生を笑うな。賞を受賞。
2019年3月に開催の「若木萌生誕祭 2019」にて、宇沙木ゆきとの音楽ユニットを新たに結成することを発表。同年8月、ユニット名「M.Y.bnp（マイビーエヌピー）」を正式に発表した。
2020年3月、ダブルハピネスに加入。2021年2月解散。
2021年6月、innes結成に参加。
2022年9月、M.Y.bnpのメンバー追加等に伴い、ユニット名称を絶世のインペリアルコレクション(絶ペリ)に改名。
2022年10月、innesを卒業。
2024年4月1日、絶世のインペリアルコレクションがユニット名を絶世のインペリアルドールに改名。

## 人物
日本大学文理学部心理学科卒業。特技はなぎなた（初段）、水泳、妖怪検定初級。趣味はお人形遊び・妄想・読書・音楽鑑賞・ピアノ・バレエ 。好物はパフェ。
「人形しか愛せない少女」を標榜しており、「鈴木プロテイン（38歳）」というマネキンと同棲していた。2009年5月から2010年11月頃まで、『ドキドキ☆同棲生活（THE GIRL WHO ONLY LOVED DOLLS）』として同棲生活の様子をYouTubeで配信していた。

## 作品

### 映像作品
- 激写 Vol.31 清純清楚（2007年12月21日、日本メディアサプライ）
- 激写Special ゆみもえパラダイス（2008年2月15日、日本メディアサプライ）
- 究極乙女（2008年3月21日、メディアフォース）[19]
- 究極乙女 REDS（2011年10月14日、メディアフォース）
- みすどmis＊dol 萌の再発見（2014年10月17日、@misty、M.B.Dメディアブランド）
- バーニングアクションスーパーヒロイン列伝 銀河麗装隊ジャンヌフォース 〜ジャンヌピンクサーガ〜（2016年4月22日、ZENピクチャーズ）
- 集団社内恋愛3（2016年7月21日、ギルド）
- Level30カンスト！（2017年2月24日、グラッソ）
- MOE WAKAKI FIRST LIVE DVD　永遠の17歳伝説　春のサーティワン祭り（2017年4月28日、Mach Visual）
- ♥もえにゃん世界制服♥（2024年7月31日、スパイスビジュアル）

## 出演

### テレビドラマ
- 『秘書のカガミ』第3話（2008年4月25日、テレビ東京）- まゆタン 役[20]
- 『花ざかりの君たちへ〜イケメン☆パラダイス〜2011』（2011年7月10日 - 9月18日、フジテレビ）[21]
- 『勇者ヨシヒコと魔王の城』第8話（2011年8月27日、テレビ東京）[21]
- 『梅ちゃん先生』（2012年1月、NHK）- 生徒 役[22]
- 『撮らないで下さい!!グラビアアイドル裏物語』（2012年1月13日 - 4月6日、テレビ東京）[21]
- 『非公認戦隊アキバレンジャー シーズン痛』第6痛（2013年5月10日、BS朝日・TOKYO MX）- 永川蝶子 役

### 映画
- 『メゾン』及川中監督（2009年）
- 『シャトー』及川中監督（2009年）
- 『いっツー THE MOVIE』（2014年）
- 『いっツー THE MOVIE 2』（2014年）
- 『教科書にないッ!2』（2016年）

### バラエティ
- 『悩殺×女神』「若木萌 『激写 清純清楚』」（2009年11月22日、MONDO21）
- 『銭形金太郎』2時間半スペシャル（2012年12月26日、テレビ朝日）
- 5いっしょ3ちゃんねる・ひかりTV共同制作『業界用語の基礎知識 壇蜜女学園』（2013年2月19日 - 3月26日、ひかりTV）
- 『アイドル☆ピット』 シーズン3（2013年10月1日 - 、エンタメ〜テレ）

### ラジオ
- RADIPEDIA（2013年10月14日、J-WAVE）
- GIRLS♥GIRLS♥GIRLS =flying high= ヤンチャン学園音楽部 土夜にヤングチャンピオン（2015年1月10日 - 8月15日、FM FUJI）
- MIU×SARINAのMonday Trip from 鶏笑（2019年8月5日、Shibuya Cross-FM）
- ウィンディーズマニア!シャバダバ! このみさんに聴いてもらいたいマニアたち（2023年5月9日、市川うららFM）

### 演劇
- 『101匹萌えタン』5時間目特別公演（2006年11月9日 - 12日、千本桜ホール）
- 彩才女組 vol.6公演『とんとこりんのトン！！！』（2012年9月25日 - 30日、GEKIBA）
- 座ピカロ『過ぎ去りしコトへのレクイエム』（2016年12月23日、北とぴあ ペガサスホール）
- ワイルドハニープロデュース『TERMINAL』（2017年1月18日 - 22日、新宿村LIVE）

### ネット配信
- 『若木萌の○×△しよっ!!』（2010年5月12日 - 7月14日、MOVIEFULL+）
- 『グラオン☆まにあ』（2010年3月31日 - 、グランディアシリーズ）
- 『みこたん!』#2（2012年11月16日、ニコニコ生放送）
- 『ファイナルファンタジーXIVチャンネル』（2015年5月 - 2016年7月、ニコニコ生放送）
- 『神姫PROJECT』公式 継承者サミット（2016年7月 - 、ニコニコ生放送）

### CM
- ZEST GIRLS（2011年、マルヰアミューズメント）

### ゲーム
- 成り上がり～華と武の戦国（2022年12月1日、YooZoo） - 甲斐姫 役[23]